# Астробиология

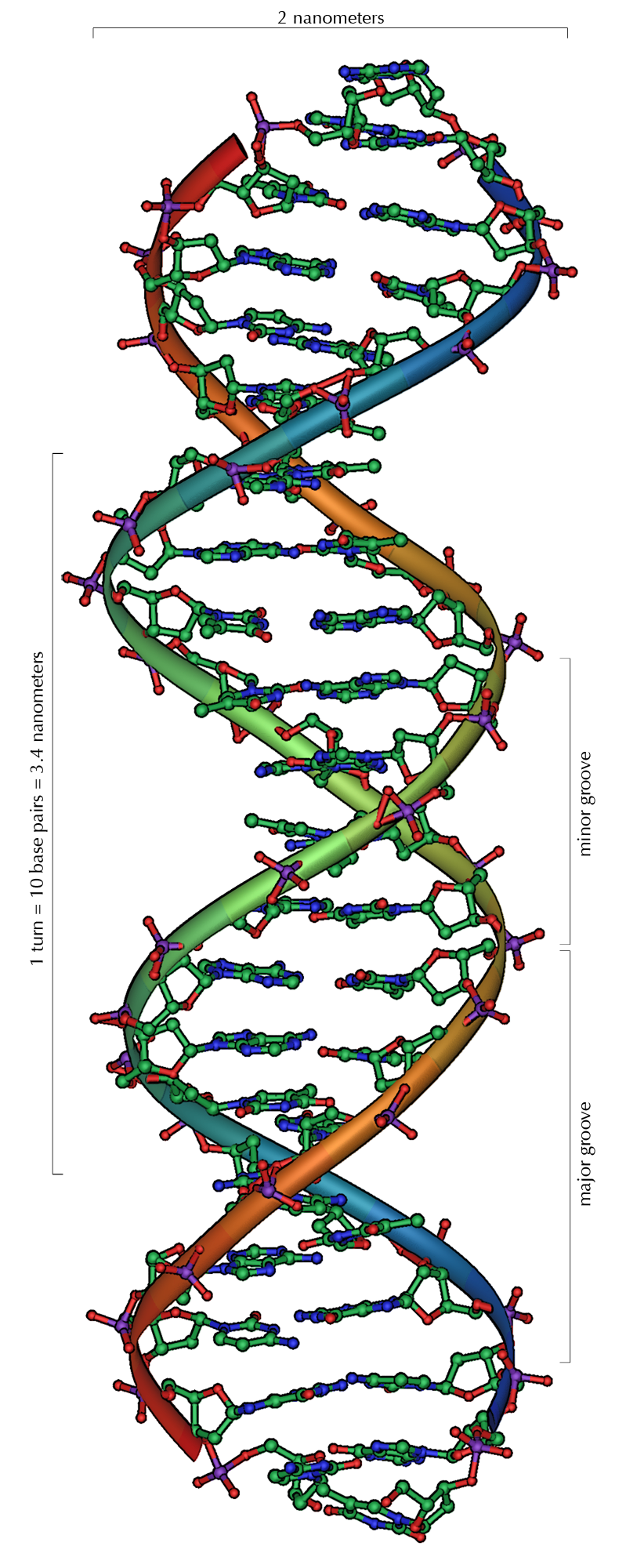
Нуклеиновые кислоты — единственные на Земле, но, возможно, не единственные во Вселенной молекулы, способные нести наследственную информацию.

Астробиоло́гия (экзобиоло́гия) — научная дисциплина, рассматривающая возможность появления, эволюции и сохранения жизни на других планетах во Вселенной. Астробиология опирается на научные достижения в области физики, химии, астрономии, биологии, экологии, планетологии, географии, геологии и космонавтики для исследования возможности существования внеземной жизни. В решении некоторых задач астробиология тесно соприкасается с космической биологией и космической медициной, возникшими в связи с активным проникновением человека в космическое пространство. Астробиология осуществляет поиск пригодной для жизни среды обитания как в Солнечной системе, так и за её пределами, поиск доказательств предбиотической химии, лабораторные и практические исследования происхождения и раннего развития жизни на Земле, а также исследования потенциальных возможностей жизни в части приспособления к сложным условиям на Земле и в космосе.
Издаётся научный журнал «Astrobiology».

## Обзор

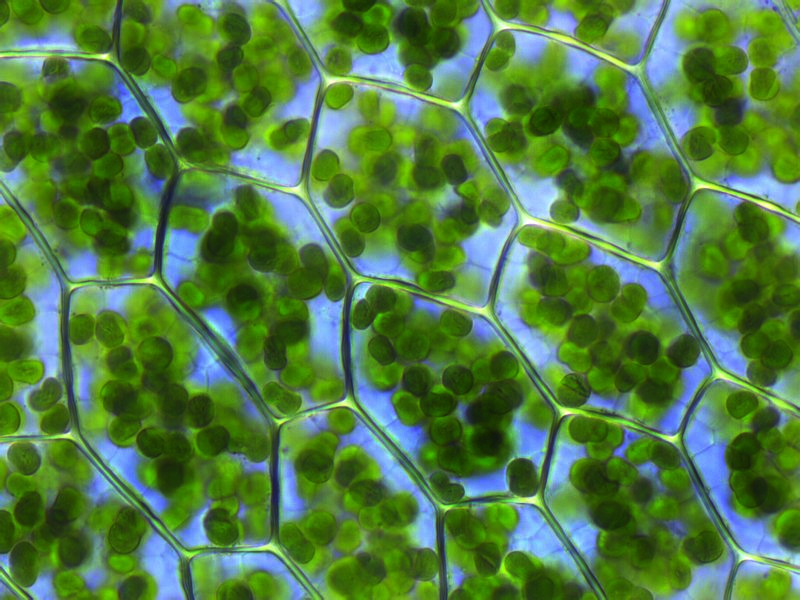
Неизвестно, будет ли жизнь во Вселенной, в случае её обнаружения, иметь клетки, подобные клеткам земных растений (видны хлоропласты в клетках растения.)

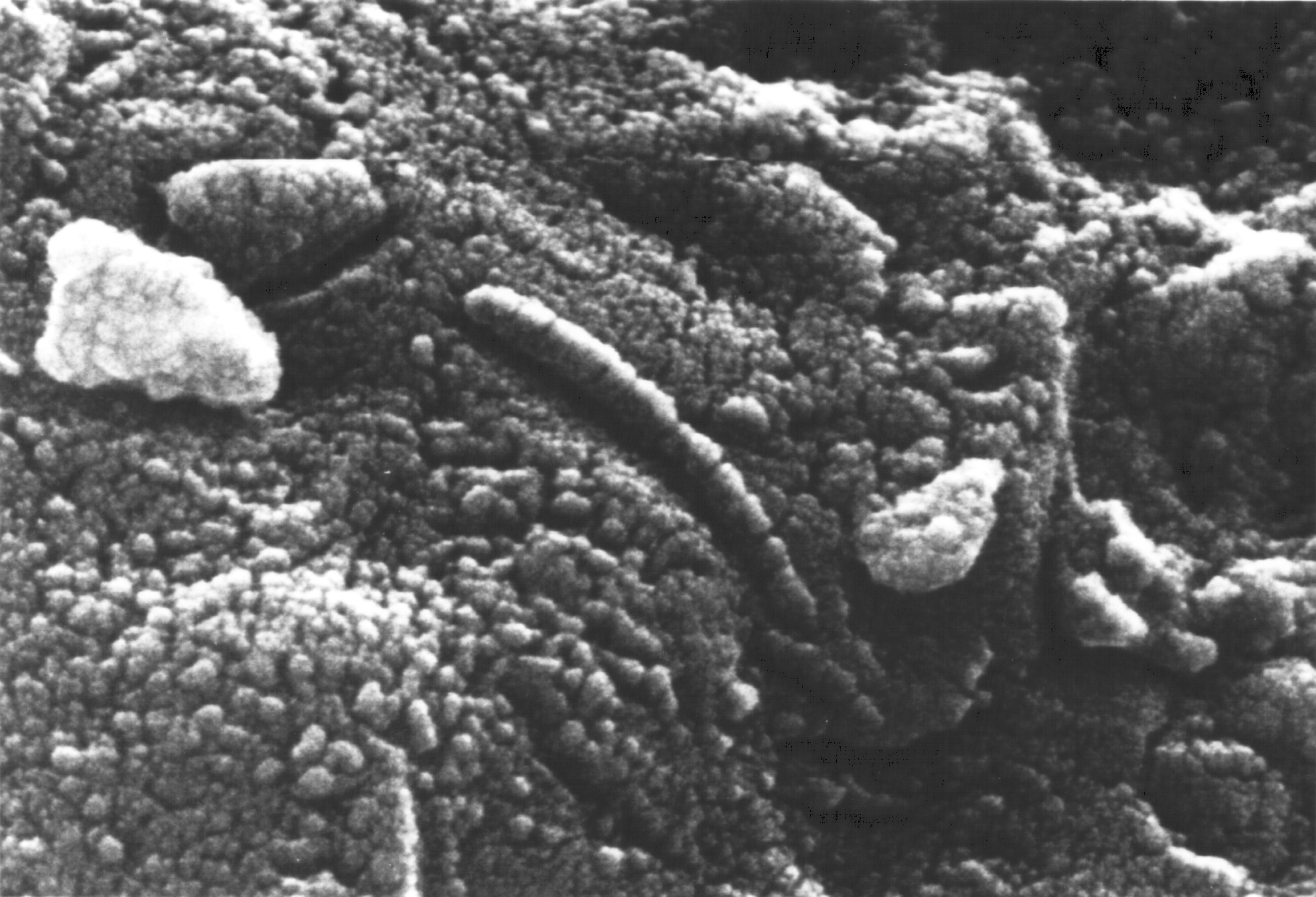
Марсианский метеорит ALH84001 имеет микроскопические образования, которые могут быть созданы микроорганизмами.

Термин астробиология впервые был предложен советским астрономом Г. А. Тиховым в 1953 году. Он образован от древнегреческих слов «астрон» (др.-греч. ἄστρον) — «звезда», «биос» (др.-греч. βίος) — «жизнь» и «логия» (др.-греч. -λογία) — «учение». Есть различные синонимы термина «астробиология», однако все они включают две основные науки: астрономию и биологию. Термин-синоним «экзобиология» произошёл от греческого экзо (др.-греч. ἔξω) — «вне, снаружи», биос (др.-греч. βίος) — «жизнь» и логия (др.-греч. -λογία) — «учение». Другой термин, использовавшийся в прошлом — ксенобиология, то есть «биология иноземцев». Это слово было придумано в 1954 году писателем-фантастом Робертом Хайнлайном в его романе «Звёздный зверь».
Вопрос «существует ли жизнь где-то ещё во Вселенной», является поддающейся проверке гипотезой и, таким образом, эффективным направлением научных исследований. В настоящее время астробиология стала формализованной областью исследований, хотя когда-то находилась в стороне от основных научных изысканий. Интерес НАСА к астробиологии начался с разработки Космической программы. В 1959 году НАСА профинансировало свой первый проект по экзобиологии, а в 1960 году создало Программу изучения экзобиологии. В 1971 году НАСА профинансировало проект (SETI) по поиску радиосигналов внеземных цивилизаций. Программа «Викинг», начатая в 1976 году, включала три биологических эксперимента, разработанных для поиска возможных признаков существования жизни на Марсе. Научный аппарат Mars Pathfinder, приземлившийся в 1997 году, содержал научный груз, предназначенный для обнаружения микробных окаменелостей, заключённых в камнях.
В XXI веке астробиология становится центром растущего числа исследовательских миссий НАСА и Европейского космического агентства в Солнечной системе. Первый европейский семинар по астробиологии состоялся в мае 2001 года в Италии, результатом которого стала Программа Аврора. В настоящее время НАСА курирует Институт астробиологии НАСА. Всё большее число университетов во всём мире вводят программы обучения по теме астробиологии. В Соединённых Штатах это Аризонский университет, университет Пенсильвании, университет штата Монтана и Вашингтонский университет; в Великобритании университет Кардиффа (создан Центр астробиологии), в Австралии Университет Нового Южного Уэльса. В России Постановлением Президиума Российской академии наук от 23.11.2010 организован Научный совет РАН по астробиологии.
Достижения в области астробиологии, наблюдательной астрономии и открытие большого разнообразия экстремофилов, обладающих способностью к существованию в самых суровых условиях на Земле, привели к предположению, что жизнь может процветать на многих планетах и спутниках во Вселенной. Особое внимание текущих астробиологических исследований уделяется поиску жизни на Марсе из-за его близости к Земле и геологической истории. Существует всё больше свидетельств, что ранее на поверхности Марса имелось значительное количество воды, которая рассматривается в качестве важнейшего предшественника развития жизни на основе углерода.
Миссиями, разработанными специально для поиска жизни, были Программа «Викинг» и посадочный модуль «Бигль 2», направленные к Марсу. Основной вывод, который можно сделать по результатам работы «Викингов»: либо количество микроорганизмов в местах посадок аппаратов ничтожно мало, либо их нет вообще. Посадочный модуль «Бигль 2» предположительно приземлился удачно, но на связь не вышел. Основной причиной выхода из строя признан отказ оборудования связи. Значительную роль в астробиологии должна была сыграть миссия Jupiter Icy Moons Orbiter, предназначенная для исследования ледяных спутников Юпитера, однако она была отменена. В 2008 году посадочный модуль «Феникс» исследовал марсианский грунт на наличие следов микробной жизни, а также присутствие воды. Главным научным результатом миссии стало обнаружение льда под тонким слоем грунта, а также его химический анализ.
В ноябре 2011 года НАСА запустила марсоход Curiosity, который продолжит поиски следов жизни на Марсе. Европейское космическое агентство разрабатывает марсоход ExoMars, который планируется к запуску в 2022 году.
Международный астрономический союз (МАС) регулярно проводит крупные международные конференции посредством Комиссии 51 «Биоастрономия: поиск внеземной жизни», которая была создана МАС в 1982 году для координации работ в области поиска жизни и разума во Вселенной и в настоящее время функционирует на базе Института астрономии при Университете Гавайев.

## Методология

### Сужение задачи
Для поиска жизни на других планетах необходимо уменьшить размер задачи, для чего используются различные предположения. Первое состоит в том, что подавляющее большинство форм жизни в нашей Галактике основано на углеродной химии, как и все формы жизни на Земле. Хотя не отрицается возможность существования неуглеродных формы жизни. Предположение основано на том, что углерод является четвёртым по распространённости элементом во Вселенной, а также позволяет формировать большое разнообразие молекул вокруг себя. Способность атомов углерода легко связываться друг с другом позволяет создавать сколь угодно длинные и сложные молекулы.
Следующее предположение — наличие воды в жидком состоянии. Вода является распространённым веществом, которое необходимо для формирования сложных углеродных соединений, которые, в конечном счёте, могут привести к появлению жизни. Некоторые исследователи предлагают также рассматривать среду аммиака или водно-аммиачных смесей, поскольку она обеспечивает больший диапазон температур для жизни и, таким образом, расширяет количество потенциальных миров. Эту среду считают подходящей как для углеродной, так и для неуглеродной жизни.
Третье предположение: поиск звёзд подобных Солнцу. Очень большие звёзды имеют относительно малое время жизни, что, в свою очередь, означает, что у жизни не будет достаточно времени для развития на планетах, вращающихся вокруг таких звёзд. Очень маленькие звёзды выделяют так мало тепла, что планеты смогут иметь воду в жидком состоянии, находясь только на очень близких орбитах. Но при этом планеты будут захвачены приливными силами звезды. Без толстого слоя атмосферы одна сторона планеты будет постоянно нагрета, а другая заморожена. Однако в 2005 году вопрос жизнепригодности планет вокруг красных карликов был снова поднят на повестку дня научного сообщества, поскольку длительное время существования красных карликов (до 10 триллионов лет) может допускать наличие жизни на планетах с плотной атмосферой. Это имеет большое значение, поскольку красные карлики очень распространены во Вселенной. (См. Жизнепригодность системы красного карлика). По оценкам учёных около 10 % звёзд в нашей Галактике по своим характеристикам подобны Солнцу, а в радиусе 100 световых лет от нас находится около тысячи таких звёзд. Их планетные системы, вероятнее всего, будут основной целью при поиске жизни.
Поскольку Земля является единственной планетой, на которой достоверно известно наличие жизни, то не представляется возможным узнать, корректны ли принятые предположения или нет.

### Составные части астробиологии

#### Астрономия

Экзопланета OGLE-2005-BLG-390Lb на расстоянии 20 000 световых лет в представлении художника.

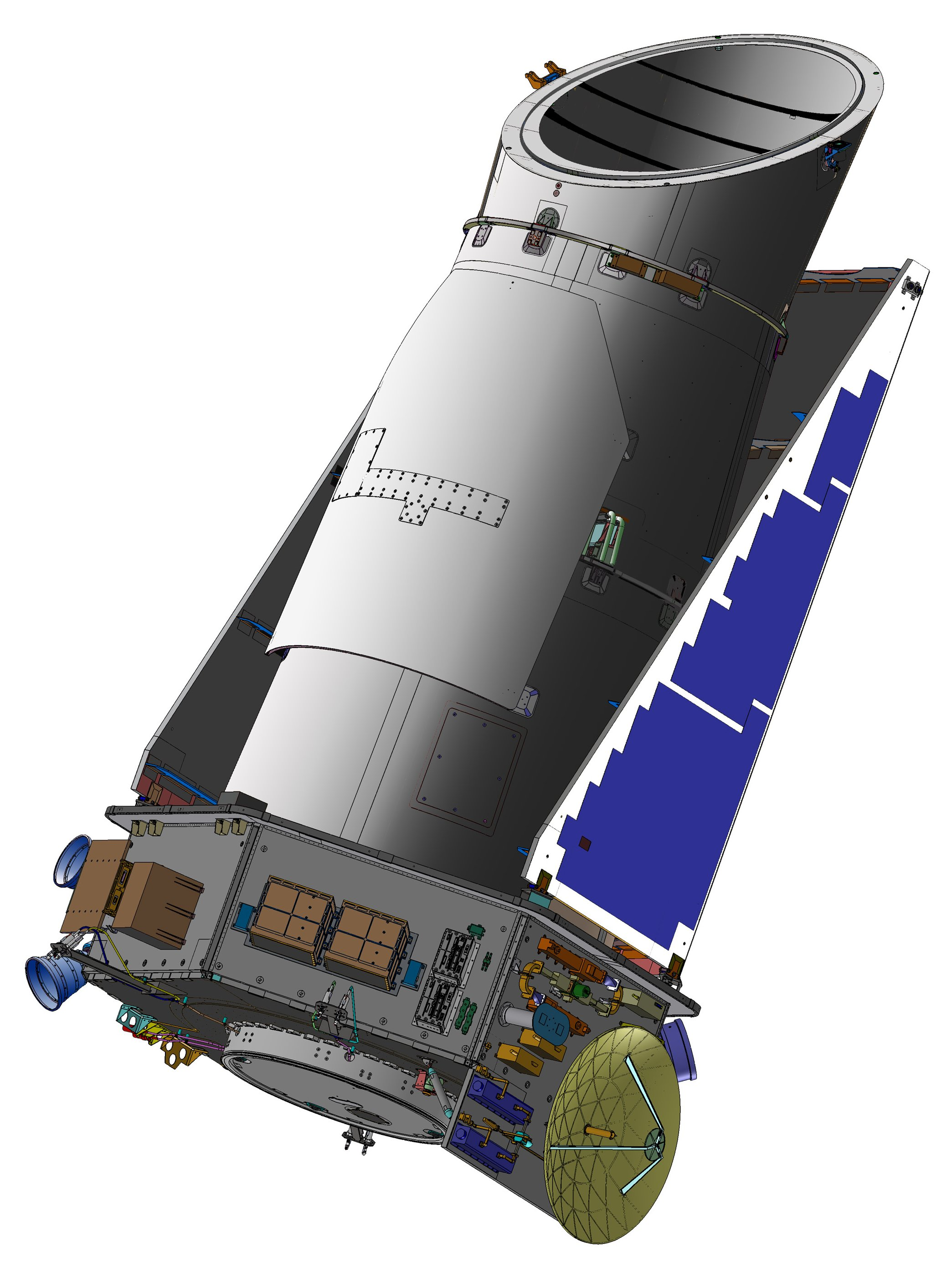
Миссия Кеплер предназначена для поиска экзопланет

Большинство связанных с астрономией астробиологических исследований относится к обнаружению планет за пределами Солнечной системы (экзопланет). Основная предпосылка состоит в том, что если жизнь возникла на Земле, то она могла возникнуть и на других планетах с аналогичными характеристиками. В связи с этим в стадии проработки находится большое количество проектов, предназначенных для обнаружения экзопланет, подобных Земле. В первую очередь это программы НАСА Terrestrial Planet Finder (TPF) и ATLAST, а также программа Darwin Европейского космического агентства. Существуют также менее амбициозные проекты, в которых предполагается использование наземных телескопов. Кроме того, НАСА уже запустило миссию Кеплер в марте 2009 года, а Французское космическое агентство — спутник COROT в 2006 году. Целью планируемых миссий является не только обнаружение планет размером с Землю, но и непосредственное наблюдение света от планеты для дальнейшего спектроскопического изучения. Исследуя спектры планет, можно определить основной состав атмосферы экзопланеты и/или её поверхности. Получив такую информацию можно оценить вероятность наличия жизни на планете. Исследовательская группа НАСА — Лаборатория виртуальных планет использует компьютерное моделирование для создания разнообразных виртуальных планет, чтобы понять, как они будут выглядеть при наблюдении Дарвином или TPF. Когда эти миссии начнут сбор данных, полученные спектры планет могут быть сверены со спектрами виртуальных планет в части характеристик, которые могут указывать на наличие жизни. Изменение фотометрии экзопланеты также может дать дополнительную информацию о свойствах поверхности и атмосферы планеты.
Оценить число планет с разумной жизнью можно с помощью уравнения Дрейка. Уравнение определяет вероятность наличия разумной жизни как произведение таких параметров, как количество планет, которые могут быть обитаемыми и количество планет, на которых может возникнуть жизнь:
{\displaystyle N=R^{*}~\times ~f_{p}~\times ~n_{e}~\times ~f_{l}~\times ~f_{i}~\times ~f_{c}~\times ~L},
где N — количество разумных цивилизаций, готовых вступить в контакт;
R* — число ежегодно образующихся звёзд (звёзд подобных Солнцу);
fp — доля звёзд, обладающих планетами;
ne — среднее количество планет (и спутников) с подходящими условиями для зарождения цивилизации;
fl — вероятность зарождения жизни на планете с подходящими условиями;
fi — вероятность возникновения разумных форм жизни на планете, на которой есть жизнь;
fc — отношение количества планет, разумные жители которых способны к контакту и ищут его, к количеству планет, на которых есть разумная жизнь;
L — время жизни такой цивилизации (то есть время, в течение которого цивилизация существует, способна вступить в контакт и хочет вступить в контакт).
Однако на данный момент это уравнение обосновано лишь теоретически и маловероятно, что уравнение будет ограничено разумными пределами погрешности в ближайшее время. Первый множитель R определяется из астрономических измерений и является наименее обсуждаемой величиной. По второму и третьему множителям (звёзды с планетами и планеты с подходящими условиями) в настоящее время идёт активный сбор данных. Остальные параметры основаны исключительно на предположениях. Проблема формулы в том, что она не сможет использоваться для создания гипотезы, поскольку содержит параметры, которые не могут быть проверены. Другая связанная тема — парадокс Ферми, который предполагает, что если разумная жизнь распространена во Вселенной, то должны существовать явные признаки этого. На этом парадоксе основаны такие проекты как SETI, которые пытаются обнаружить радиосигналы от разумных внеземных цивилизаций.
Другая область активных исследований в астробиологии — изучение формирования планетной системы. Было высказано предположение, что особенности нашей Солнечной системы (например, присутствие Юпитера, защищающего её внутренние области) могли значительно увеличить вероятность развития разумной жизни на нашей планете. Но окончательные выводы до сих пор не сделаны.

#### Биология

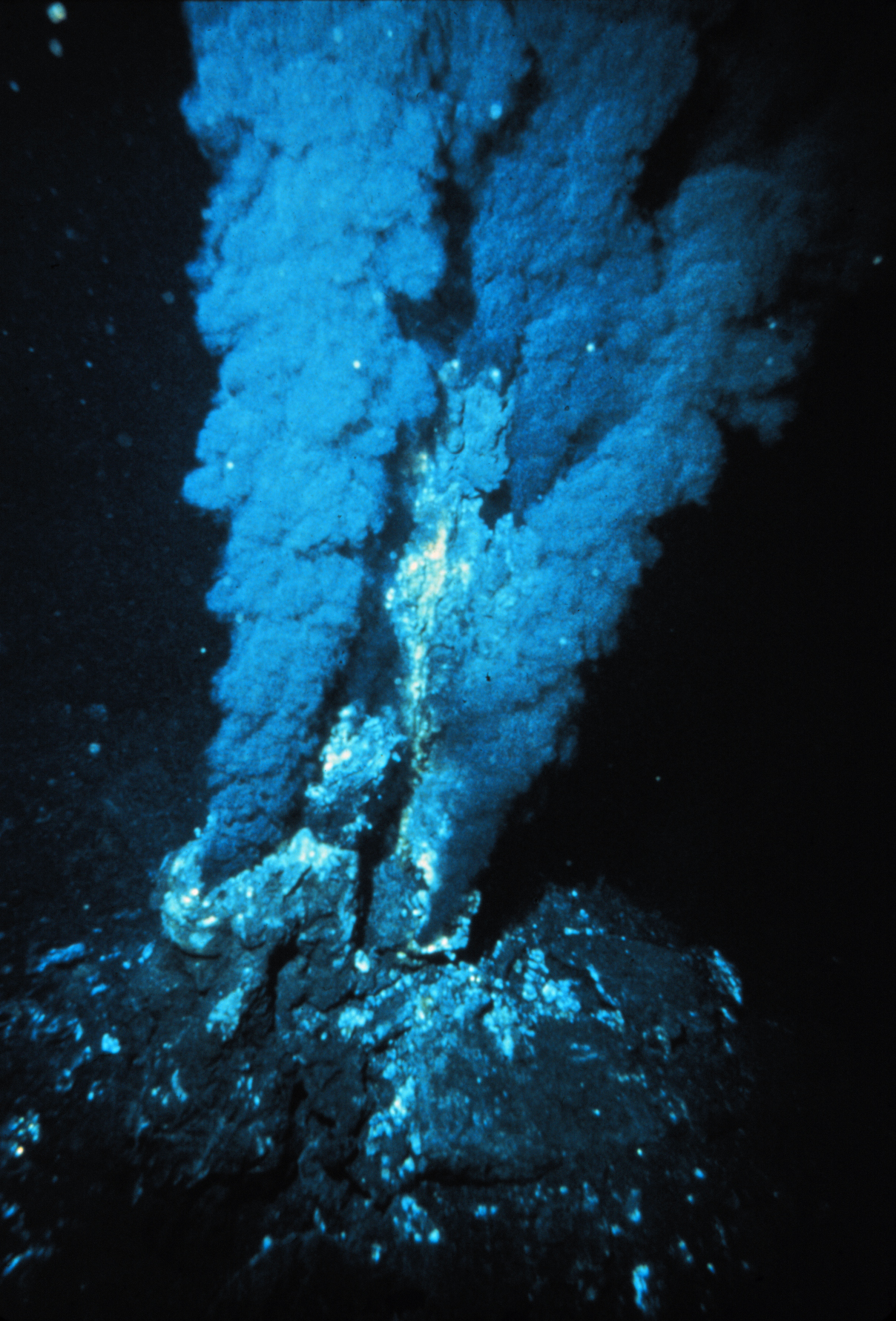
Чёрные курильщики поддерживают жизнь некоторых микроорганизмов на Земле. Подобные формирования могут быть и на других планетах.

До 1970-х годов учёные полагали, что жизнь полностью зависит от энергии Солнца. Растения на Земле используют энергию солнечного света в процессе фотосинтеза, в результате которого образуются органические вещества из углекислого газа и воды и высвобождается кислород. Далее животные поедают растения, тем самым осуществляется передача энергии по пищевой цепи. Ранее считалось, что жизнь в глубинах океана, куда не попадает солнечный свет, существует благодаря питательным веществам, которые образуются от потребления органических останков, падающих с поверхности океана, либо от мёртвых животных, то есть также зависит от Солнца. Предполагалось, что способность жизни к существованию зависит от её доступа к солнечному свету. Однако в 1977 году, во время исследовательского погружения на глубоководном аппарате «Алвин» около Галапагосских островов, учёные обнаружили колонии погонофор, моллюсков, ракообразных, мидий и других морских обитателей, сгруппированных вокруг подводных вулканических образований, названных чёрными курильщиками. Эти существа процветали, несмотря на отсутствие доступа к солнечному свету. Позднее было выяснено, что они составляют совершенно независимую пищевую цепочку. Вместо растений основу этой пищевой цепи составляет некая форма бактерий, которая извлекает энергию из процесса окисления реактивных химических веществ, таких как водород или сероводород, поступающих из внутренних частей Земли. Этот хемосинтез произвёл революцию в изучении биологии, доказывая, что жизнь не обязательно зависит от Солнца — она лишь требует наличия воды и энергии.
Экстремофилы (организмы, способные выжить в экстремальных условиях) вызывают особый интерес астробиологов. В качестве примеров таких организмов можно привести биоту, способную выжить под толщей воды в несколько километров вблизи гидротермальных источников и микробов, которые живут в очень кислых средах. Экстремофилы живут во льду, кипящей воде, кислоте, воде из ядерных реакторов, растворах солей, токсичных отходах и в ряде других экстремальных местообитаний, которые ранее считались непригодными для жизни. Они открыли новые направления исследований в астробиологии за счёт значительного увеличения числа возможных мест обитания за пределами Земли. Характеристика этих организмов, их среды обитания и эволюционного пути считается важнейшим компонентом в понимании того, как может развиваться жизнь в других местах во Вселенной. Вот примеры организмов, способных выдержать воздействие вакуума и космической радиации: лишайники ризокарпон географический (лат. Rhizocarpon geographicum) и ксантория элегантная (лат. Xanthoria elegans), бактерии Bacillus safensis, Deinococcus radiodurans, Bacillus subtilis, дрожжи Saccharomyces cerevisiae, семена Arabidopsis thaliana (резуховидка Таля), и даже животные — тихоходки.
2 декабря 2010 года учёные объявили, что бактерии-экстремофилы (GFAJ-1) в условиях нехватки фосфора могут замещать его в молекуле ДНК на мышьяк. Это открытие придаёт значимость старой идее, согласно которой жизнь на других планетах может иметь совершенно иной химический состав, и поэтому оно может помочь в поисках внеземной жизни. Позднее выяснилось, что это не так.
Другая область исследований, проводящихся в настоящее время, — изучение происхождения жизни, отличающегося от эволюционного пути. Александр Опарин и Джон Холдейн полагали, что условия на ранней Земле были благоприятными для формирования органических соединений из неорганических элементов и, таким образом, для образования многих химических веществ, характерных для форм жизни, которые мы сейчас наблюдаем. В изучении этого процесса, известного как пребиотическая химия, учёные добились определённого прогресса, но до сих пор неясно, могла ли жизнь образоваться таким образом на Земле. Альтернативная теория панспермии заключается в том, что первые элементы жизни, возможно, сформировались на другой планете с ещё более благоприятными условиями (или даже в межзвёздном пространстве, на астероидах и т. д.), а затем были каким-то образом перенесены на Землю. Спутник Юпитера, Европа, в настоящее время рассматривается в качестве наиболее вероятного места для существования внеземной жизни в Солнечной системе.

#### Астрогеология
Основная статья: Геология планет земного типа в Солнечной системе
Астрогеология — научная дисциплина, которая изучает геологию планет и их спутников, астероидов, комет, метеоритов и других астрономических тел. Информация, собранная этой дисциплиной, позволяет оценить пригодность планеты или её спутника для развития и поддержания жизни.
Геохимия — дополнительная дисциплина астрогеологии, включающая в себя изучение химического состава Земли и других планет, химических процессов и реакций, которые регулируют состав пород и почвы, циклы материи и энергии и их взаимодействие с гидросферой и атмосферой планеты. Специализации включают астрохимию, биохимию и органическую геохимию.
Окаменелости являются старейшими известными доказательствами наличия жизни на Земле. Анализируя их, палеонтологи могут лучше понять виды организмов, возникших на Земле в далёком прошлом. Некоторые регионы Земли, такие как Пилбара в Западной Австралии и Сухие долины в Антарктиде, рассматриваются в качестве геологических аналогов некоторых регионов Марса, и таким образом, могут дать понимание того, как искать жизнь на Марсе, возможно существовавшую там в прошлом.

## Жизнь в Солнечной системе

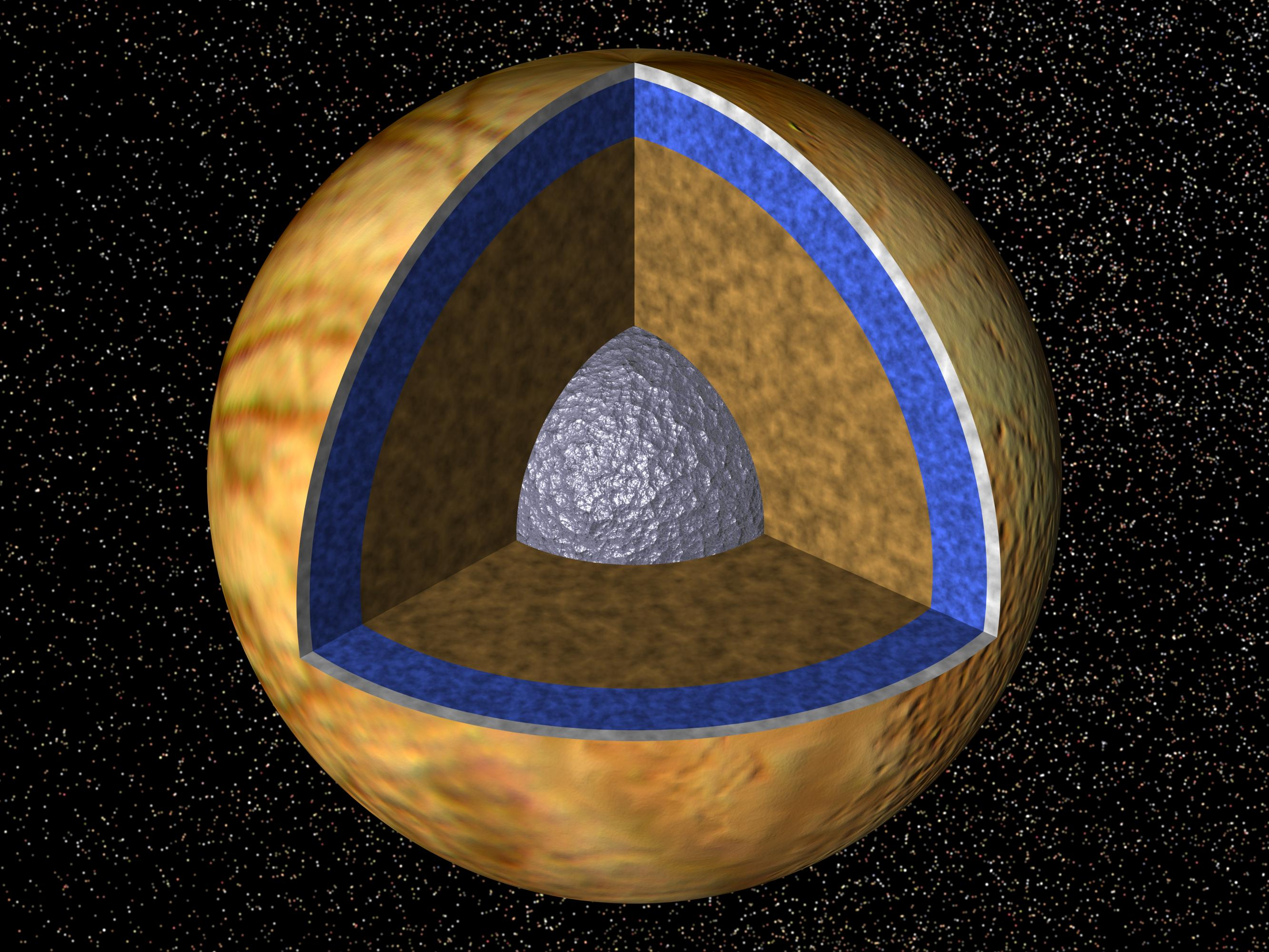
Европа может иметь бактерии и микроорганизмы в океане под замёрзшей поверхностью.

В рассуждениях о наличии жизни за пределами Земли нередко уделяется мало внимания ограничениям, наложенными принципами биохимии. Вероятность того, что во Вселенной распространена жизнь, основанная на углероде, увеличивается за счёт того, что это один из самых распространённых элементов. Только два элемента, углерод и кремний, могут составлять основу для достаточно больших молекул, способных нести биологическую информацию. Углерод способен быть структурной основой для жизни потому, что он, в отличие от кремния, может легко участвовать в формировании химических связей со многими другими атомами, создавая огромное количество химических соединений с самыми разными свойствами. Различные органические функциональные группы, составленные из водорода, кислорода, азота, фосфора, серы, а также множества металлов, таких как железо, магний и цинк, обеспечивают огромное разнообразие химических реакций. Кремний, напротив, взаимодействует только с некоторыми атомами и большие молекулы на основе кремния однообразны по сравнению с комбинаторной Вселенной макромолекул на базе углерода. На самом деле вполне возможно, что основные строительные блоки жизни где-либо будут похожие на наши, если не в деталях, то в общем. Хотя земная жизнь и жизнь, которая могла возникнуть независимо от Земли, как предполагается, использует многие похожие, если не идентичные, строительные блоки, у инопланетной жизни могут быть и уникальные биохимические признаки. Если жизнь имеет сопоставимое воздействие на среду в другом месте Солнечной системы, то относительное содержание химических веществ, какими бы они ни были, могут выдать её присутствие. 

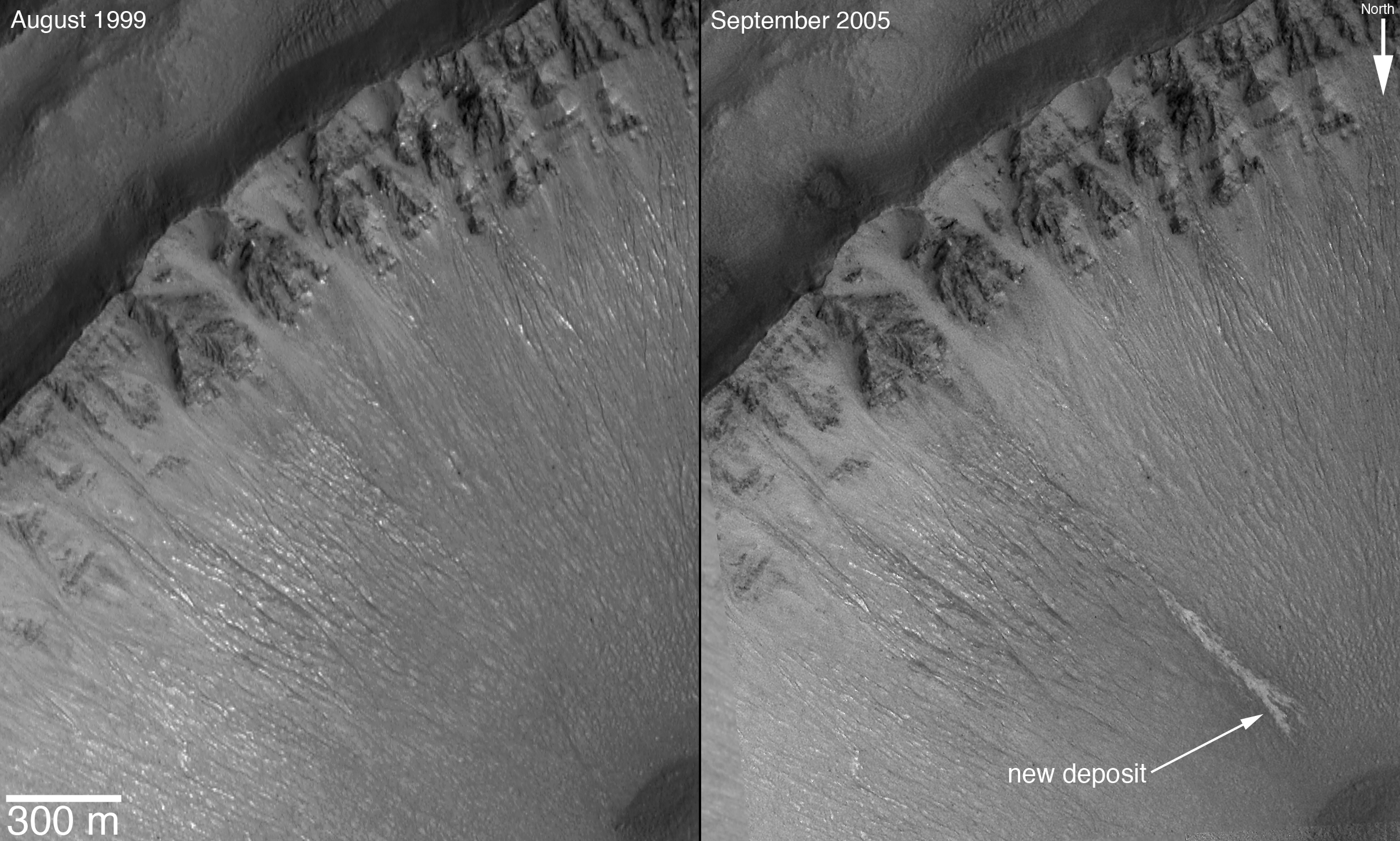
Фотографии, сделанные исследовательской станцией Mars Global Surveyor 30 августа 1999 года (слева) и 10 сентября 2005 года. Последняя фотография имеет размыв, оставляемый водой.

 Мысль о том, где в Солнечной системе могла бы возникнуть жизнь, была исторически ограничена убеждением, что жизнь в конечном итоге зависит от света и тепла Солнца и поэтому ограничена поверхностью планеты. Тремя наиболее вероятными кандидатами на наличие жизни в Солнечной системе являются Марс, спутник Юпитера — Европа и спутник Сатурна — Титан. Это предположение основывается прежде всего на том, что (в случае Марса и Европы) астрономические тела могут иметь жидкую воду, молекулы которой необходимы для жизни в качестве растворителя в клетках. Вода на Марсе находится в полярных ледяных шапках, и новые образовавшиеся овраги, недавно наблюдавшиеся на Марсе, позволяют предположить, что жидкая вода может существовать, по крайней мере временно, на поверхности планеты, и, возможно, в подземных условиях в геотермальных источниках. При марсианских низких температурах и низком давлении жидкая вода, вероятно, будет очень солёной. Что касается Европы, то жидкая вода, вероятно, существует под поверхностным ледяным слоем. Эта вода может быть нагрета до жидкого состояния вулканической активностью на дне океана, но основным источником тепла, вероятно, является нагрев приливными силами.
Другое небесное тело, которое потенциально может поддерживать жизнь, — Титан, самый большой спутник Сатурна. Считается, что Титан имеет условия, близкие к ранней Земле. На его поверхности учёные обнаружили первые жидкие озёра за пределами Земли, но они, скорее всего, состоят из этана и/или метана. После изучения данных с зонда «Кассини» в марте 2008 года было объявлено, что Титан также может иметь подземный океан, состоящий из жидкой воды и аммиака. Кроме того, спутник Сатурна Энцелад может иметь океан под его ледяной шапкой.

## Гипотеза уникальной Земли
Эта гипотеза на основании астробиологических выводов утверждает, что многоклеточные формы жизни встречаются редко. Она предлагает ответ на парадокс Ферми: «Если внеземные цивилизации довольно распространены, то почему мы не наблюдаем никаких следов разумной внеземной жизни?». Эта гипотеза противоположна принципу заурядности, предложенному знаменитыми астрономами Фрэнком Дрейком, Карлом Саганом и другими. Принцип заурядности предполагает, что жизнь есть не только на Земле, но и в бесчисленном множестве других миров.
Сильный антропный принцип гласит, что фундаментальные законы Вселенной устроены специально таким образом, чтобы было возможно существование жизни. Антропный принцип поддерживает гипотезу уникальной Земли, утверждая, что элементы, которые необходимы для поддержания жизни на Земле так «тонко настроены», что шанс повторения в другом месте очень мал. Стивен Джей Гулд сравнил утверждение, что «Вселенная хорошо приспособлена для нашей разновидности жизни» с высказываниями, что «сосиски были сделаны длинными и узкими специально для того, чтобы они могли вписаться в современные булочки для хот-дога» или что «корабли были изобретены в качестве дома для моллюсков».

## Исследования
Хотя внеземная жизнь не обнаружена, а гипотезы и прогнозы относительно её существования и происхождения очень различны, тем не менее, развитие теорий для поддержки поиска жизни в настоящее время можно считать наиболее конкретным практическим применением астробиологии.
Биолог Джек Коэн и математик Ян Стюарт, среди прочего, рассматривают ксенобиологию отдельно от астробиологии. Коэн и Стюарт считают, что астробиология — это поиск жизни подобно той, которая существует на Земле за пределами нашей Солнечной системы, в то время, как ксенобиология занимается исследованиями в тех случаях, когда мы предполагаем, что жизнь не основана на базе углерода или кислородного дыхания, но пока она имеет определяющие характеристики жизни. (См. Углеродный шовинизм).

### Результаты исследований

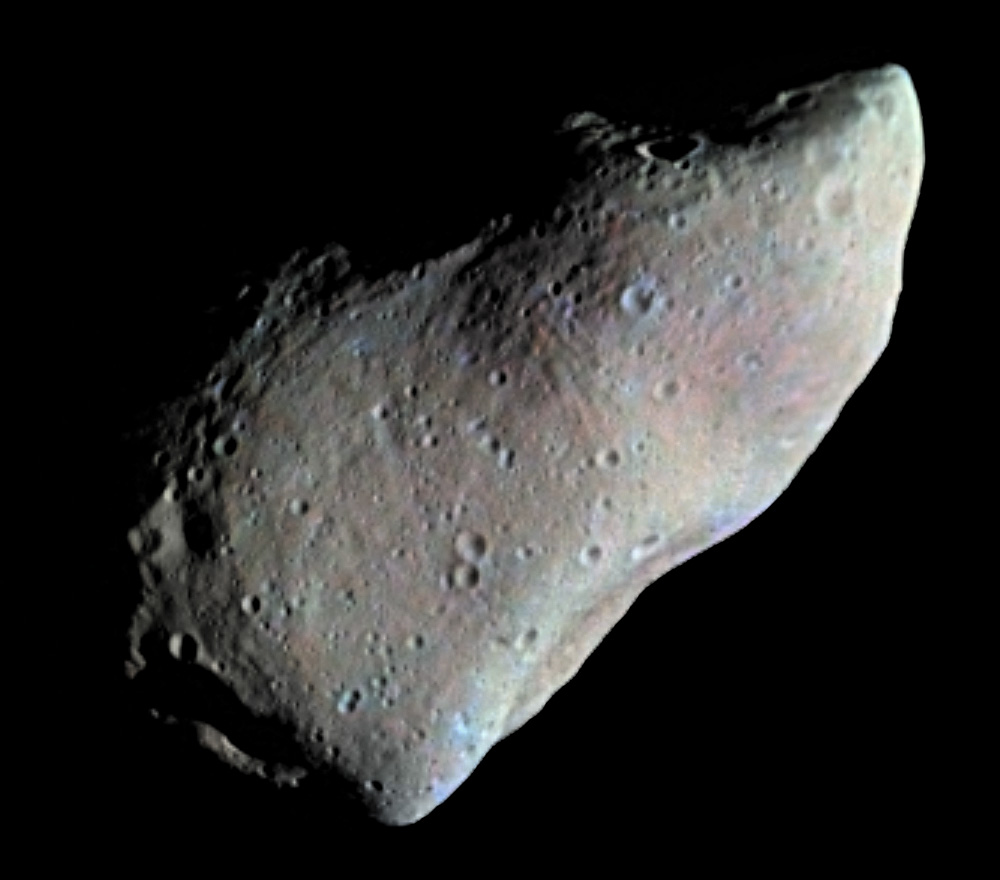
Астероиды могли перенести «зародыши жизни» на Землю.

В прошлые века наличие жизни на планетах Солнечной системы считалось весьма вероятным. Особенно это связывали с обнаружением методами астрономии сезонов (времён года), возможных морей и суши и т. н. каналов на Марсе. Даже существовали абстрактные предположения о существовании селенитов, марсиан и т. д. Некоторые учёные ещё в начале XX века считали наличие марсианской растительности доказанным, а венерианской — возможным.
Начиная со второй половины XX века, учёные ведут целенаправленные поиски внеземной жизни внутри Солнечной системы и за её пределами, особенно с помощью автоматических межпланетных станций (АМС) и космических телескопов. Данные исследований метеоритов, верхних слоёв атмосферы Земли и данные, собранные в рамках космических программ, позволяют некоторым учёным утверждать, что простейшие формы жизни могут существовать на других планетах Солнечной системы. При этом, согласно современным научным представлениям, вероятность обнаружения высокоорганизованной жизни на всех планетах Солнечной системы, кроме Марса и некоторых спутников Юпитера и Сатурна, крайне мала.
К настоящему времени доказательств наличия внеземной жизни найдено не было.
Однако 6 августа 1996 года учёные НАСА после исследования метеорита ALH 84001 заявили о том, что метеорит может содержать доказательства следов жизни на Марсе. При сканировании структур метеорита растровым электронным микроскопом были выявлены окаменелости, которые напомнили учёным «следы» земных организмов — так называемых магнитотактических бактерий. Исследователи утверждали, что именно такие специфические окаменелости оставляют бактерии на Земле, поэтому обнаружение идентичных окаменелостей в метеорите говорит в пользу существования бактерий на его родной планете. Вместе с тем структуры, найденные на ALH 84001, составляют 20-100 нанометров в диаметре, что близко к теоретическим нанобактериям и во много раз меньше любой известной науке клеточной формы жизни. Остаётся неясным, свидетельствует ли это о том, что на Марсе была или есть жизнь, или же вероятные живые организмы попали на метеорит уже на Земле после его падения.
О возможном наличии живых существ на поверхности Венеры заявил в январе 2012 года главный научный сотрудник Института космических исследований РАН Леонид Ксанфомалити. При изучении фотографий, переданных советскими аппаратами в 1970-е и 1980-е годы, он обнаружил некие объекты, которые появляются и исчезают на серии последовательных снимков. К примеру, объект «скорпион» появляется на фотографии спустя 90 минут после включения камеры и через 26 минут исчезает, оставив после себя канавку в грунте. Ксанфомалити считает, что во время посадки модуль создал сильный шум и «обитатели» покинули место посадки, а спустя некоторое время, когда всё утихло, они вернулись.
В 2010 году группа учёных из НАСА заявила на основании полученных с зонда «Кассини» данных об обнаружении на спутнике Сатурна Титане косвенных признаков жизнедеятельности примитивных организмов (см.: Жизнь на Титане). Поиски жизни на месте на спутниках Юпитера предполагаются в перспективных программах АМС со спускаемыми аппаратами, криоботами, гидроботами типа Лаплас—П и др.

#### Метан
В 2004 году наземными телескопами и зондом Mars Express был обнаружен спектральный маркер метана в атмосфере Марса. Из-за солнечной радиации и космического излучения по прогнозам учёных метан должен был исчезнуть из атмосферы Марса в течение нескольких лет. Таким образом, газ должен активно пополняться, чтобы поддерживать текущую концентрацию. Одним из опытов марсохода Mars Science Laboratory, запускаемого 25 ноября 2011 года, будет выполнение точных измерений соотношения изотопов кислорода и углерода в углекислом газе (CO2) и метане (CH4) в атмосфере Марса с целью определения геохимического либо биологического происхождения метана.

#### Планетные системы
Возможно, что у некоторых планет Солнечной системы, таких как газовый гигант Юпитер, есть спутники с твёрдой поверхностью или жидким океаном, которые более пригодны для жизни. Большинство планет, обнаруженных за пределами Солнечной системы, являются горячими газовыми гигантами и непригодны для жизни. Таким образом, точно не известно, уникальна ли в плане пригодности для жизни Солнечная система в целом и Земля в частности. Улучшенные методы обнаружения и увеличенное время наблюдения несомненно позволят обнаружить больше планетных систем и, возможно, некоторые из них будут как Земля. Например, миссия «Кеплер» предназначена для обнаружения планет размером с Землю вокруг других звёзд путём измерения мельчайших изменений в кривой блеска звезды, когда планета проходит между звездой и телескопом. Прогресс в области инфракрасной и субмиллиметровой астрономии открыл компоненты других звёздных систем. Инфракрасные исследования обнаружили пояса пыли и астероидов вокруг далёких звёзд, лежащие в основе формирования планет.

#### Жизнепригодность планеты
Усилия, направленные для ответа на вопрос: «Какова распространённость потенциально обитаемых планет» имели определённый успех. 2 февраля 2011 года учёные, исследующие данные с телескопа «Кеплер», объявили, что имеется 54 кандидата в планеты, находящиеся в обитаемой зоне своих звёзд. Причём 5 из них имеют размер, сопоставимый с Землёй.
Также ведётся исследование относительно ограничений окружающей среды для жизни и работы экстремальных экосистем, позволяя исследователям предсказать, какая планетная среда могла бы быть наиболее подходящей для жизни. Такие миссии, как спускаемый аппарат Феникс, Mars Science Laboratory и ExoMars к Марсу, зонд «Кассини» к спутнику Сатурна Титану и миссия «Ice Clipper» к спутнику Юпитера Европе дают надежду на дальнейшее изучение возможности наличия жизни на других планетах в нашей Солнечной системе.

## Миссии
Проводятся исследования экологических условий жизни и работы экстремальных экосистем, что позволяет исследователям лучше предсказать, какие планеты могут быть наиболее вероятно пригодными для жизни. Миссии, такие как Phoenix lander, Mars Science Laboratory, ExoMars, Mars 2020 и Cassini probe (миссия к спутникам Сатурна), направлены на дальнейшее изучение возможностей жизни на других планетах Солнечной системы.

### Программа Viking
В конце 1970-х годов два лэндера Викинга вели четыре вида биологических экспериментов на поверхности Марса. Это были единственные лэндеры Марса, которые проводили эксперименты, специально предназначенные для метаболизма современной микробной жизни на Марсе. Посадочные машины использовали роботизированную руку для сбора проб почвы в герметичные испытательные контейнеры на судне. Оба лэндера были одинаковыми, поэтому те же испытания проводились в двух местах на поверхности Марса; Viking 1 около экватора и Viking 2 дальше на север. Результат был неубедительным и по-прежнему оспаривается некоторыми учёными.

### Beagle 2
Beagle 2 был неудачным посадочным устройством British Mars, который был частью миссии Европейского космического агентства «Марс-экспресс» в 2003 году. Его основная цель состояла в том, чтобы искать признаки жизни на Марсе, в прошлом или настоящем. Хотя он приземлился безопасно, он не смог правильно развернуть свои солнечные батареи и телекоммуникационную антенну.

### EXPOSE
EXPOSE — это многопользовательский объект, установленный в 2008 году за пределами Международной космической станции, посвящённый астробиологии. EXPOSE была разработана Европейским космическим агентством (ЕКА) для долгосрочных космических полётов, которые позволяют подвергать органические, химические вещества и биологические образцы воздействию космического пространства на низкой околоземной орбите .

### Научная лаборатория Марса
Миссия Научной лаборатории Марса (MSL) приземлилась на марсоходе, который в настоящее время работает на Марсе. Он был запущен 26 ноября 2011 года и совершил посадку в кратере Гейла 6 августа 2012 года. Задачи миссии состоят в том, чтобы помочь оценить пригодность Марса и при этом определить, поддерживает ли или когда-либо поддерживал ли Марс жизнь, собирать данные для будущей миссии человека, изучить марсианскую геологию, её климат и далее оценивать, какую роль вода, важный ингредиент для жизни, как мы её знаем, играла в формировании минералов на Марсе.

### Экзомарс (марсоход)
ExoMars — это роботизированная миссия на Марс для поиска признаков жизни, прошлой или современной. Эта миссия разрабатывалась Европейским космическим агентством (ЕКА) в партнерстве с Федеральным космическим агентством России (Роскосмос).
Запуск миссии был запланирован на 2022 год, но был отменён Европейским космическим агентством из-за вторжения России на Украину.

### Red Dragon
Красный Дракон — это запланированная серия недорогих миссий по приземлению на Марс, в которых будет использоваться ракета-носитель SpaceX Falcon Heavy, а также модифицированная капсула Dragon V2 для входа в атмосферу Марса и Земли с использованием ретроспектаклей. Основная задача посадочной площадки — демонстрация технологии и поиск свидетельств о жизни на Марсе (биосигналов), в прошедшем или настоящем. Эта концепция должна была конкурировать за финансирование в 2012/2013 годах как миссия NASA Discovery. В апреле 2016 года SpaceX объявила, что они приступят к выполнению миссии при технической поддержке NASA, ракета Falcon Heavy будет запущена в 2018 году. Эти миссии в Марсе также станут отправными точками для гораздо большей колонизации SpaceX Mars, о которой было объявлено в сентябре 2016 года. В июле 2017 года миссия отменена.

### Марс-2020
Маршрутная миссия «Марс 2020» — это концепция, разрабатываемая НАСА с возможным запуском в 2020 году. Она предназначена для исследования условий на Марсе, имеющих отношение к астробиологии, изучения её поверхностных геологических процессов и истории, включая оценку его прошлой обитаемости и потенциала для сохранения биосигналов и биомолекул в доступных геологических материалах. Команда определения науки предлагает собрать по меньшей мере 31 образец горных пород и почвы для последующей миссии, чтобы вернуться к более определённому анализу в лабораториях на Земле. Марсоход сможет провести измерения и предоставить технические данные, чтобы помочь разработчикам человеческой экспедиции понять любые опасности, создаваемые марсианской пылью, и продемонстрировать, как собирать углекислый газ (CO2), который может быть ресурсом для получения молекулярного кислорода (O2) и ракетного топлива.

## Предлагаемые миссии

### Icebreaker Life
Icebreaker Life — это миссия, которая предлагалась программе NASA Discovery для запуска в 2018 году. Если она будет одобрена, стационарный посадочный аппарат станет ближайшей копией успешного аппарата 2008 года «Феникс», и он будет иметь обновлённую научно полезную нагрузку для астробиологии, в том числе 1-метровую буровую установку для отбора проб льда в северных равнинах для поиска органических молекул и признаков современной или прошлой жизни на Марсе. Одна из ключевых целей миссии Icebreaker Life — проверка гипотезы о том, что в ледяной почве полярных регионов относительно много органических веществ благодаря их защите льдами от окислителей и радиации.

### Путешествие к Энцеладу и Титану
Путешествие к Энцеладу и Титану является концепцией орбитальной астробиологической орбиты для оценки потенциала обитаемости спутников Сатурна Энцелада и Титана.

### Энцелад Life Finder
Enceladus Life Finder (ELF) — предлагаемая концепция астробиологической миссии для космического зонда, предназначенного для оценки обитаемости внутреннего водного океана Энцелада, шестого по величине спутника Сатурна .

### Europa Clipper
Europa Clipper — это миссия, запланированная NASA для запуска в 2025 году, которая проведёт детальную разведку спутника Юпитера Европы и выяснит, может ли ледяной спутник иметь условия, подходящие для жизни. Это также поможет в выборе будущих посадочных площадок.

## Научно-популярные фильмы
- «Вселенная. Астробиология» (англ. The Universe. Astrobiology) — научно-популярный фильм, снятый History Channel в 2008 г.